# Lemförde
Lemförde – miasto (niem. Flecken) w Niemczech, w kraju związkowym Dolna Saksonia, w powiecie Diepholz, siedziba gminy zbiorowej Altes Amt Lemförde.